# مولاي لعربي
توجد بلدية مولاي لعربي ولاية سعيدة تحدها شمالا بلدية سيدي أحمد وشرقا بلدية عين لحجر وغربا بلدية عين سلطان وبلدية اولاد خالد وهي بلدية تعدادها السكاني حوالي 25000 نسمة يمارس الزراعة كمصدر أساسي